# Mesochorus spinosus
Mesochorus spinosus là một loài tò vò trong họ Ichneumonidae.